# Roderick Paige

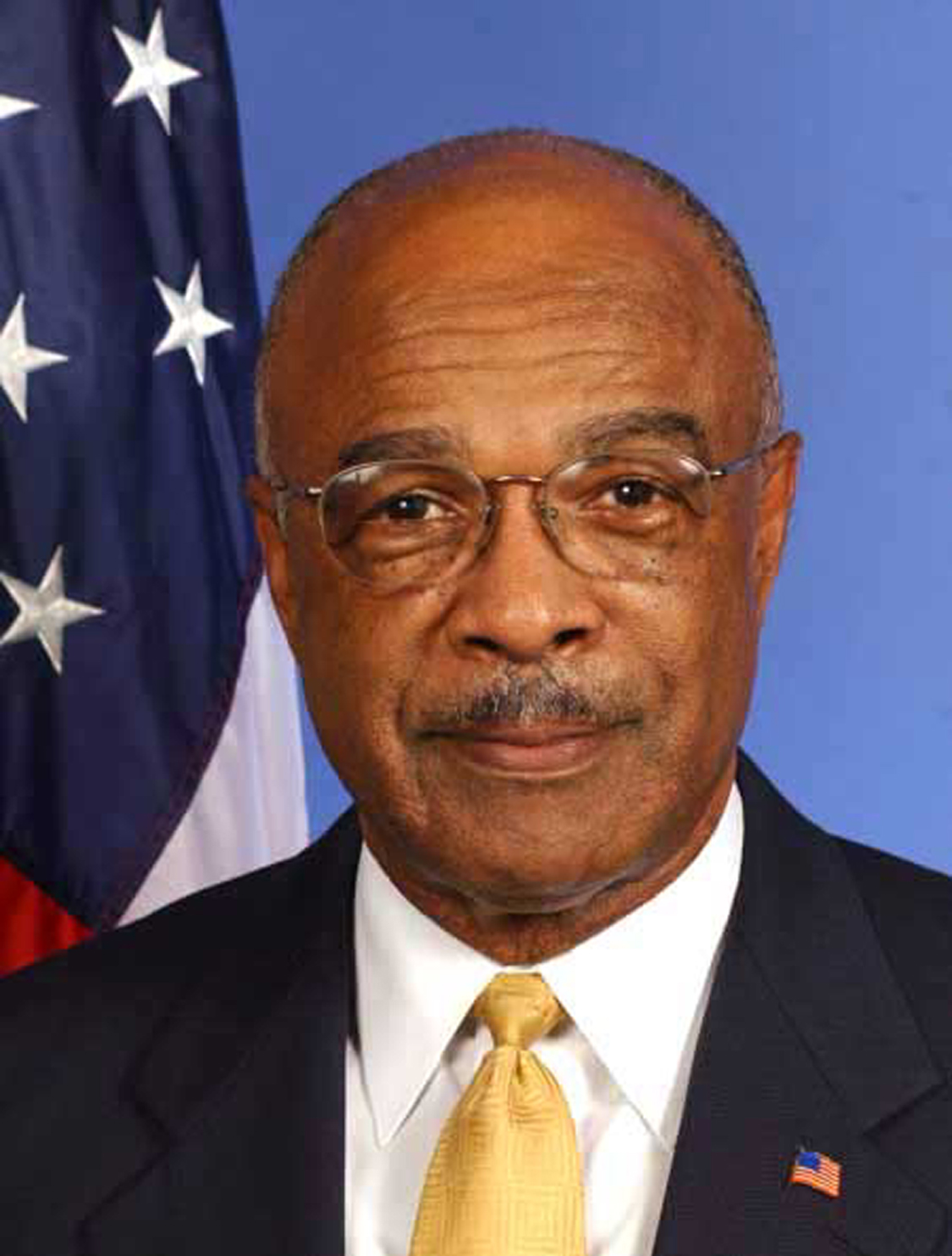
Roderick Paige

Roderick Raynor Paige (* 17. Juni 1933 in Monticello, Lawrence County, Mississippi) ist ein US-amerikanischer Bildungspolitiker und war von 2001 bis 2005 Bildungsminister der USA.

## Allgemein
Paige wuchs im rassengetrennten Mississippi auf und baute seine Karriere auf dem Grundgedanken auf, dass Bildung gleiche Möglichkeiten schafft. Erst war er ein College-Dekan und Schulsuperintendent und wurde dann der erste Afroamerikaner, der Bildungsminister wurde. Am 20. Januar 2001 wurde er vom US-Senat als der 7. Bildungsminister der USA ins Amt eingeführt.
Paige erwarb den Bachelor an der Jackson State University in Mississippi; anschließend graduierte er zum Master und erwarb den Doktortitel an der Indiana University in Bloomington, Indiana.

## Karriere

### College
Paige begann seine Karriere als Trainer für Collegeathleten. Er diente dann ein Jahrzehnt als Dekan des Bildungscolleges der Texas Southern University. Er baute dort ein „Universitätszentrum für Exzellenz in städtischer Bildung“ auf, eine Forschungseinrichtung, welche sich auf Probleme konzentriert, die mit der Ausbildung und der Leitung von städtischen Schulsystemen zu tun haben.

### Schulbezirk
Als eine Vertrauensperson und Leiter des Gremiums für Bildung für den „Houston Independent School District“ (HISD) von 1989 bis 1994 arbeitete Paige zusammen mit anderen an einer „Deklaration von Glauben und Vision“, die das Ziel verfolgt, fundamentale Reformen durch Dezentralisation durchzuführen. Hauptpunkte sind die Ausbildung, Verantwortlichkeit auf allen Ebenen und die Entwicklung eines gemeinsamen Lehrplans. Die beschleunigte den andauernden, umfassenden Prozess einer Restrukturierung des HISD.

#### Reformen
Paige wurde 1994 Superintendent für Schulen des HISD. Als solcher schuf er das „Peer Examination, Evaluation, and Redesign (PEER) Program“, welches um Empfehlungen von Unternehmen und Gemeindeangestellten wirbt, um Schulunterstützungsdienste- und programme zu stärken. Er startete ein System von Charterschulen, denen zahlreiche Kompetenzen zukommen (Lehrbücher, Materialien, Personalführung). Er sorgte dafür, dass die Lehrer des HISD wie die größerer texanischer Schulen bezahlt werden, um die Wettbewerbsfähigkeit zu stärken. Paige machte den HISD zum ersten Schulbezirk in Texas, welcher wie im privaten Sektor Leistungsverträge einführte, nach denen ältere Angestellte das Angestelltenverhältnis fortführten und nach Leistung bezahlt wurden. Er führte ebenfalls das „Lehreranreizprogramm“ ein, welches Lehrer für hervorragende Leistungen und kreative Lösungen in Bildungsprobleme belohnt.

## Andere Aktivitäten
Paige diente am Überwachungskomitee der texanischen Bildungsagentur („Texas Education Agency“) und am „Staatlichen Gremium für Bildungsaufgaben“ im High-School-Bereich. Außerdem leitete er das Jugendarbeituntergremium an der „National Kommission für Angestelltenpolitik“ am US-Arbeitsministerium. ("National Commission for Employment Policy of the U.S. Department of Labor"). Paige ist ein Mitglied der „Nationalen Vereinigung für den Fortschritt für Farbige Menschen“ (National Association for the Advancement of Colored People). Paige ist früheres Mitglied des „Houstoner Jobtrainingspartnerschaftgremiums“ (Houston Job Training Partnership Council), des Gemeindeberatungsgremiums (Community Advisory Board), der texanischen Handelsbank (Texas Commerce Bank), des amerikanischen Führerschaftsforum (American Leadership Forum) und des Verwaltungsrates der texanischen Unternehmens- und Bildungskoalition (Texas Business and Education Coalition).

## Lob und Kritik

### Preise
Paige ist aktiv in der Bildungskommission der Bundesstaaten und im Rat der Großen Stadtschulen tätig. Diese Tätigkeiten brachten ihm den "Richard R. Green Award" als hervorragender städtischer Erzieher im Jahr 1999 ein. 2000 erhielt Paige den "Harold W. McGraw, Jr. Preis" in Bildung für sein Bestreben zur Verbesserung der Bildung. Außerdem erhielt er 2000 den "National Association of Black School Educators' Superintendent of the Year Award". 2001 wurde er zum "National Superintendent of the Year by the American Association of School Administrators" ernannt.

### NEA
Bei einem Treffen der bundesstaatlichen Gouverneure im Weißen Haus am 23. Februar 2004 kritisierte Paige die „National Education Association“ (NEA) wegen ihrer Blockade des „No Child Left Behind Act“, eine historische Reform des Bildungssystems und nannte die NEA eine „terroristische Organisation“. Später entschuldigte er sich für seine „unglückliche Wortwahl“; zugleich behauptete er jedoch, die NEA benutze „blockierende Angsttaktiken“, um das Gesetz zu verhindern. Die NEA verlangte seinen Rücktritt.

## Amtsende
Am 15. November 2004 kündigte Paige seinen Rücktritt als Bildungsminister an. Die Haushaltsberaterin des Weißen Hauses, Margaret Spellings, wurde seine Nachfolgerin.